# Dik-dik-de-damara
O dik-dik-de-damara (Madoqua damarensis) é uma espécie de pequenos antílopes encontrada na Namíbia e em Angola. Recentemente a espécie foi separada do dik-dik-de-kirk (Madoqua kirkii).